# Child of the Moon, Dieci notturni e un'Alba
Child of the Moon, Dieci notturni e un'Alba è un album discografico del pianista compositore Arturo Stalteri, pubblicato nel 2007 dalla Felmay

## Il disco
È il disco dei notturni. Dieci dedicati alla luna e l'ultimo (un'alba) al sole. Prende il nome dalla canzone Child of the moon  lato B di Jumpin' Jack Flash dei Rolling Stones che ha ispirato la ghost track elettronica alla fine dell'album, a riprova della passione di Stàlteri per la band inglese.
Il Notturno in sol diesis minore è stato scritto per Pierluigi Puglisi che lo ha eseguito nell'agosto 1999 nella Chiesa di Santa Maria della Pietà nell'ambito della rassegna I Concerti nelle Chiese di Vivaldi a Venezia.
Il Notturno in Fa Diesis Maggiore è stato scritto per l'Associazione Arte Sella ed eseguito dall'autore, nell'agosto 1998, a Malga Costa nell'ambito del Festival I Suoni delle Dolomiti. 
Nightfall, la versione per voce del Notturno in Sol Minore Starry Night cantata da Sonja Kristina, è contenuta nell'album The Asimov Assembly di Fabio Liberatori

## Tracce
Musiche di Arturo Stàlteri; edizioni musicali Felmay.
1. Notturno in Sol Maggiore – 2:40
2. Notturno in Do Minore – 3:27
3. Notturno in Re Maggiore – 3:44
4. Notturno in Sol Diesis Minore "Venezia" – 9:05
5. Notturno in Si Bemolle Maggiore – 5:20
6. Notturno in Sol Minore "Starry Night" – 5:23
7. Notturno in Do Maggiore – 2:32
8. Notturno in Si Bemolle Minore – 6:39
9. Notturno in Si Maggiore – 2:33
10. Notturno in Fa Diesis Maggiore "Malga Costa" – 14:39
11. Sun Rises – 5:34

Durata totale: 61:36